# Carl Johan Giellman
Carl Johan Giellman, född 7 oktober 1812 i Stockholm, död efter 1873, var en svensk litograf.
Giellman var gift med Augusta Teresia Emting. Han etablerade en litografisk anstalt på Oxtorgsgatan i Stockholm. Anstalten var under 1850-1870-talen ett av Sveriges största producenter av litografiskt tryck. 